# Xerosoma glyptomerion
Xerosoma glyptomerion är en insektsart som beskrevs av Rehn, J.A.G. 1904. Xerosoma glyptomerion ingår i släktet Xerosoma och familjen Pseudophasmatidae. Inga underarter finns listade i Catalogue of Life.